# Hildegardia cubensis
Hildegardia cubensis là một loài thực vật có hoa trong họ Cẩm quỳ. Loài này được (Urb.) Kosterm. mô tả khoa học đầu tiên năm 1960.